# Nováky József
Nováky József (Aszaló, 1753. október 10. – 1827. június 3.) prépost-kanonok.

## Élete
A középiskolákat Kassán, a hittudományiakat Egerben végezte. 1776-ban felszenteltetvén, Sárospatakon segédlelkészkedett, ahonnét Egerbe ment tanárnak a gimnáziumhoz, később az aulába került és irodaigazgató volt. 1790-ben elnyerte a kömlői plébániát, ahonnét Pásztóra, majd 1803-ban Gyöngyösre ment és 1806-ban alesperes, 1807-ben hevesi főesperes és táblabíró lett. Az egri székesegyház tagja 1808-ban lett. Kisprépost, az egri káptalan lektora és püspöki helynök (vicarius generalis) is volt. A nádudvari templom neki köszöni létét. Meghalt 1827. év pünkösd napján; miután az ünnepi nagy misét elvégezte, gutaütés érte.

## Munkái
- Halotti dicséret, mellyet Galantai s Fraknói gróf Eszterházy Károly egri püspöknek utolsó gyászos tiszteletére mondott Sz. Iván havának 18. napján 1799. Eger.
- Applausus Seren. regni Hungariae palatino, archi-duci Petropoli feliciter reduti concinnatus. Eger, 1803.
- Öt nagy bőjti szent beszédek, mellyeket ez előtt öt esztendőkben hív hallgatóihoz mondott. Eger, 1810.

### Kéziratban maradt
- Memoria dignitatum et canonicorum cathedralis ecclesiae Agriensis (az érseki levéltárban, később egyik Schematismusban is megjelent).